# Stazione di Sōbudaishita
La stazione di Sōbudaishita (相武台下駅?, Sōbudaishita-eki) è una stazione ferroviaria situata nel quartiere di Minami-ku della città di Sagamihara, nella prefettura di Kanagawa, in Giappone, e serve la linea Sagami della JR East.

## Linee
JR East
■ Linea Sagami

## Struttura
La stazione è dotata di una banchina a isola con un due binari passanti in superficie.
| 1 | ■ Linea Sagami |  | per Atsugi, Ebina e Chigasaki                       |  |
| 2 | ■ Linea Sagami |  | per Kamimizo, Hashimoto e Hachiōji (linea Yokohama) |  |

## Stazioni adiacenti
| «            | Servizio     | »            |
| Linea Sagami | Linea Sagami | Linea Sagami |
| ------------ | ------------ | ------------ |
| Iriya        | Locale       | Shimomizo    |